# Баратаев, Пётр Михайлович
Князь Пётр Михайлович (Мельхиседекович) Баратаев (1734 — 2 сентября 1789) — российский военный и государственный деятель.

## Биография
Сын Мельхиседека Мельхиседековича (Михаила Михайловича) Баратаева (Бараташвили) (р. 1703 ум. после 1765), грузинского князя из рода Барателиа, в 1724 г. выехавшего в Россию с царем Вахтангом и дослужившегося до чина надворного советника.
В службе с 1751 года. Артиллерии майор (1764), артиллерии полковник (1775). Генерал-майор с 1779, генерал-поручик с 1786 года.
Наместник Симбирского наместничества в 1780 — 1789 годах. Отставлен по болезни 14 апреля 1789 года. В 1782 году основал село Баратаевка.

## Награды
Награждён орденом Святого Владимира 2 степени.

## Семья
Жена (с 1782) Екатерина Савична Назимова (1765—1802, во втором браке Жукова) (дочь С. М. Назимова?). 
Дети:
- Елизавета (11.6.1783, Киев[1] —1850), в замужестве Теренина. Крестный Петр Абрамович Ганнибал и его сестра Елена.
- Михаил (1784—1856),
- Сергей (1785—1810),